# 桂志芸

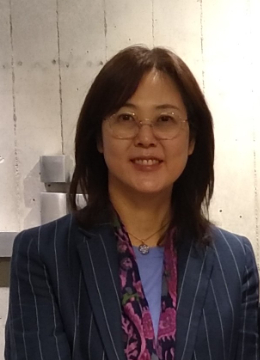
2022年攝於哥倫比亞波哥大

桂志芸，中華民國外交官。輔仁大學西班牙語文學系學士畢業、1996年外交領事人員乙等考試及格。曾任駐西班牙台北經濟文化辦事處秘書／組長、外交部禮賓處副處長、駐哥倫比亞臺北商務辦事處公使銜代表等職務。

## 職業生涯
2022年7月，日本前首相安倍晉三遇刺身亡，駐哥倫比亞代表桂志芸前往日本駐哥倫比亞大使館悼念。
2022年8月，哥倫比亞媒體學會（西班牙語：Sociedad Colombiana de Prensa y Medios de Comunicación）頒贈桂志芸與14名哥倫比亞人士「伊比利亚美洲安東尼奧·納里紐社會傳播大十字功績勳章」（西班牙語：La Gran Cruz Orden al Mérito de la Comunicación Social Iberoamericana Antonio Nariño）。
| 外交職務      | 外交職務                                    | 外交職務      |
| ------------- | ------------------------------------------- | ------------- |
| 前任： 張幼慈 | 中華民國駐哥倫比亞代表 2022年1月－2025年6月 | 繼任： 朱盛鴻 |